# 大東神社 (青梅市)
大東神社（だいとうじんじゃ）は、東京都青梅市に位置する神社。
祭神は天照大御神を始め、天津神国津神八百万の神々。全物故同志御霊。各家々の御先祖御霊。

## 歴史

### 概史
昭和14年、大東塾を創立した影山正治は、昭和維新運動に挺身するとともに「無窮の勤皇」の村を建設を発願。入植開墾に始まる粒粒辛苦の末、都下青梅市今井の地に「大東農場」を開設。大東塾十四烈士中央合同墓碑、全物故同志合祀の碑建立、大東霊園、神饌田を造成し終えた昭和54年4月1日、勤皇村発願当初からの念願であった「大東神社」御鎮座大祭が厳修された。
大東神社は、伊勢神宮、明治神宮より御下賜の御用材をもって造営され、御本殿御床の真下には塾長始め塾幹部の方々が、戦前全国の主要神社から戴いた御玉石が鎮めものとして奉埋されている。
中央御本殿には天照大御神を始め天津神国津神八百万の神々を奉斎、向かって右「清霊殿」に全物故同志の御霊、左「祖霊殿」に各家々の御先祖の御霊を奉祀している。
大東神社御鎮座間もない5月25日、影山塾長は十四士の碑の後方丘上にて割腹自決されました。遺書・辞世の歌は次の通り。
　身一つをみづ玉串とささげまつり御世を祈らむみたまらとともに
　民族の本ついのちのふるさとへはやはやかへれ戦後日本よ
平成22年4月2日に斎行された合祀祭により、清霊殿に奉祀される物故同志の数総数は影山正治大人之命を始め合わせて624柱にのぼる。大東神社は大東塾・不二歌道会一統のいわば氏神様であるとともに、日本全体の大東神社、神明に基づく皇孫防護、神国日本顕現のための大東神社であり、悠久の天朝奉護の拠点である。

### 大東神社境内
大東神社境内には、墓碑や霊園、歌碑、銅像がある。
十四烈士中央合同墓碑。影山正治大人之碑、歌碑。大楠公、小楠公の像。日韓合邦記念塔。大東霊園。

### 飛地境内
岩手県岩手町、千葉県山武市、岡山県倉敷市に大東塾十四烈士合同墓碑、影山塾長歌碑を中心とする飛地境内がある。

### 大東神社奉賛会
大東神社には大東神社奉賛会が存在し、主な事業は下記の通り。
- 大東神社崇敬者の結集と組織の育成。
- 大東神社祭典行事の奉賛。
- 大東神社の諸施設並びに境域の整備保持に関する事業の奉賛。
- その他本会の目的を達成するために必要な事業。

### 大東神社勤労奉仕
大東神社では勤労奉仕の受け入れを実施している。真日本人の育成という観点から青年、学生の修練、鍛錬の受け入れも行っている。日帰りから数日にわたって塾舎や道場において起居して、国学や和歌の勉強、武道鍛錬、農業や草刈りに従事する。